# Port lotniczy Phetchabun
Port lotniczy Phetchabun (IATA: PHY, ICAO: VTPL) – port lotniczy położony w Phetchabun, w prowincji Phetchabun, w Tajlandii.